# Serromyia femorata
Serromyia femorata är en tvåvingeart som först beskrevs av Johann Wilhelm Meigen 1804.  Serromyia femorata ingår i släktet Serromyia och familjen svidknott. Arten är reproducerande i Sverige. Inga underarter finns listade i Catalogue of Life.